# Ernest Fenollosa
Ernest Francisco Fenollosa (Salem, 18 febbraio 1853 – Londra, 21 settembre 1908) è stato uno storico dell'arte e orientalista statunitense di origine spagnola.
Insegnò filosofia ed economia politica all'Università Imperiale di Tokyo. È considerato il fondatore della moderna storia dell'arte giapponese secondo canoni occidentali.

## Opere in lingua italiana
- (con Ezra Pound) Introduzione ai Nô, traduzione dall'inglese di Mary de Rachewiltz, All'insegna del Pesce d'oro, Milano, 1954
- L'ideogramma cinese come mezzo di poesia : una ars poetica, introduzione e note di Ezra Pound, All'insegna del Pesce d'oro, Milano, 1960
- L'ideogramma cinese come mezzo di poesia, traduzione di Silvia Galimberti, Luni, Milano, 2014